# Риджвея
Риджве́я (Arremonops) — рід горобцеподібних птахів родини Passerellidae. Представники цього роду мешкають в Америці.

## Види
Виділяють чотири види:
- Риджвея оливкова (Arremonops rufivirgatus)
- Риджвея зеленоспинна (Arremonops chloronotus)
- Риджвея сивоголова (Arremonops conirostris)
- Риджвея токуянська (Arremonops tocuyensis)

## Етимологія
Наукова назва роду Arremonops походить від сполучення наукової назви роду Тихоголос (Arremon Vieillot, 1816) і слова дав.-гр. ωψ — вигляд.